# Verkehrsgemeinschaft Altmühltal

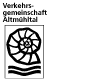
Logo der Verkehrsgemeinschaft Altmühltal

Die Verkehrsgemeinschaft Altmühltal (VGA) war ein Zusammenschluss der regionalen Busunternehmen im Landkreis Eichstätt. Die Zusammenarbeit bestand lediglich in der Fahrplankoordination, ein Gemeinschaftstarif existierte nicht.
Zum 1. September 2018 wurde die Verkehrsgemeinschaft aufgelöst und in den Verkehrsverbund Großraum Ingolstadt integriert.

## Beteiligte Verkehrsunternehmen
Folgende Busunternehmen gehörten zur Verkehrsgemeinschaft Altmühltal:
- Stadtwerke Eichstätt
- Regionalbus Augsburg GmbH (RBA)
- Ingolstädter Verkehrsgesellschaft (INVG)
- Jägle Verkehrsbetriebe GmbH (JVB)
- ELKO-Tours GmbH
- Reisebüro Stempfl Verkehrsgesellschaft mbH

## Weblink
- Webseite des Zweckverbands Verkehrsverbund Großraum Ingolstadt